# A6-os főút (Litvánia)
Az A6-os főút Kaunast köti össze a lett határral Zarasai közelében. Onnan az út Daugavpils felé megy tovább, mint az A13-as főút. Az út hossza 185,4 km.
Az autópálya nagy részén a sebességkorlátozás alapértelmezetten 70-90 km/h (városhatárokon kívül), azonban néhány városi szakaszon 30-50 km/h sebességkorlátozás van érvényben. A Kaunas és Jonava közötti szakaszt gyorsforgalmi úttá fejlesztették, egyszintű csomópontokkal, egyszintű gyalogos-átkelőhelyekkel, U-fordulókkal és jelzőlámpákkal. A fennmaradó szakaszok mindkét irányban egy-egy sávos utak, amelyek olyan városokon keresztül vezetnek, mint Ukmergė, Utena és Zarasai.[forrás?] A főút mentén számos pihenőhely található, de a többségében nincs illemhelyiség.
Ez a főút az európai útvonalrendszer része, mint az E262-es európai út.

## Története
Ez az út az Orosz Birodalom fő postai útvonalaként szolgált (a Szentpétervár-Varsó út része volt). 1836-ban készült el a Zarasai-Kaunas szakasz, amely Litvániában elsőként kapott szilárd burkolatot tömörített kavicsból. Az út mentén a 19. században postai lóváltó állomásokat építettek, és ezen épületek többsége a mai napig megmaradt. Az úttal párhuzamosan a keskeny Jonava-Ukmergė vasútvonal is működött a két város között.
A Vilnius és az Ukmergė közötti főút 1970-ben készült el.[forrás?]
2004-ben a Közlekedési Minisztérium alá tartozó Litván Közúti Igazgatóság (LAKD) előkészített egy tervet, egy Jonava városát elkerülő út építéséhez. A terv azóta sem valósult meg.

## Fordítás
Ez a szócikk részben vagy egészben  a   Magistralinis kelias A6 (Lietuva) című litván Wikipédia-szócikk ezen változatának fordításán alapul.  Az eredeti cikk szerkesztőit annak laptörténete sorolja fel. Ez a jelzés csupán a megfogalmazás eredetét és a szerzői jogokat jelzi, nem szolgál a cikkben szereplő információk forrásmegjelöléseként.